# Jim Cairns
Pour les articles homonymes, voir Cairns (homonymie).
James Ford Cairns, dit Jim Cairns, né le 4 octobre 1914 à Carlton et mort le 12 octobre 2003 dans la banlieue de Melbourne, dans l'État de Victoria, est un économiste et homme politique australien qui joue un rôle important au sein du Parti travailliste dans les années 1960 et 1970, et est brièvement Trésorier et Vice-Premier ministre du gouvernement de Gough Whitlam, après avoir occupé d'autres fonctions ministérielles.
Il est également considéré comme un leader du mouvement d'opposition à l'implication australienne dans la guerre du Viêt Nam. Économiste et écrivain prolifique, il est l'auteur d'ouvrages traitant de questions économiques et sociales.
Toutefois, sa carrière politique est marquée par deux affaires majeures. En 1974, il est accusé d'avoir contracté des prêts de manière irresponsable, ce qui le pousse à la démission. De plus, sa relation avec une femme, Junie Morosi, qu'il a engagé comme secrétaire, provoque une controverse dans les médias.

## Biographie

### Jeunesse
James Ford Cairns naît le 4 octobre 1914 à Carlton, une banlieue ouvrière de Melbourne, dans l'État de Victoria. Fils d'un employé, il grandit toutefois dans une ferme laitière au nord de Sunbury. Son père participe à la Première Guerre mondiale en tant que lieutenant dans l'Australian Imperial Force, mais est déçu par la guerre, perd le respect qu'il avait pour la Grande-Bretagne et déserte. Il ne revient pas en Australie. Après la guerre, il abandonne sa famille et se rend en Afrique où il se suicide au bout de six ou sept ans. De nombreuses années plus tard, Cairns dira à Gough Whitlam qu'il croyait depuis longtemps que son père avait été tué pendant la Première Guerre mondiale, mais qu'on lui avait finalement dit la vérité sur la désertion de son père.
Cairns fréquente la Sunbury State School, puis plus tard la Northcote High School, où il obtient son certificat de fin d'études. La vie durant la Grande Dépression est difficile, sa mère devant travailler pour subvenir aux besoins de la famille et lui-même devant effectuer un trajet quotidien de trois heures en train. Malgré cela, il est bon élève et se fait un nom à la Northcote High School en participant au championnat de saut en longueur de l'école. Il le remporte facilement avec un saut de vingt pieds et deux pouces, ses concurrents réalisant des sauts de seize à dix-sept pieds.

### Début de carrière professionnelle
En 1933, Cairns rejoint la police dans le but de consacrer plus de temps à l'athlétisme. Il devient rapidement enquêteur et acquiert une notoriété en travaillant dans une équipe de surveillance spéciale connue sous le nom de « "the dogs" shadowing squad », avec laquelle il est impliqué dans un certain nombre d'arrestations spectaculaires. Tout en travaillant, il étudie le soir et obtient un diplôme en économie à l'université de Melbourne. Il est le premier policier de Victoria à se voir décerner un diplôme supérieur.
Cairns quitte la police en 1944. Par la suite, il est employé successivement comme professeur et maître de conférences dans l'armée de terre australienne et comme maître de conférences en histoire économique à l'université de Melbourne,. Il est un économiste averti, considéré comme socialiste. En 1946, il postule pour adhérer au Parti communiste, mais est refusé.

### Premiers engagements politiques

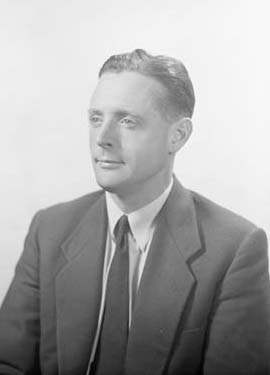
Jim Cairns en 1956.

À la suite de ce rejet, Cairns rejoint le Parti travailliste et devient actif au sein de son aile gauche. La branche de l'ALP dans l'État de Victoria est à cette époque infiltrée par les « Groupers », anticommunistes, pour la plupart catholiques, associés à l'archevêque Daniel Mannix et à B. A. Santamaria. Cairns est l'un des principaux opposants à ce groupe,.
En 1955, lorsque le leader travailliste fédéral, Herbert Vere Evatt, attaque les Groupers et provoque une scission majeure au sein du Parti travailliste, Cairns se range du côté d'Evatt. Aux élections fédérales de 1955, il se présente à la Chambre des représentants dans la circonscription ouvrière de Yarra, détenu par le principal grouper, Stan Keon. Après ce qu'il décrit comme la « campagne électorale la plus active, la plus intense et la plus vigoureuse jamais menée en Australie », Cairns est élu et occupe le siège de la circonscription de Yarra jusqu'aux élections de 1969, lors desquelles la circonscription est redécoupée. Il déménage ensuite dans la circonscription de Lalor, qui couvre la banlieue ouest de Melbourne. Le siège de représentant y est aux mains des travaillistes depuis sa création en 1949, mais a été remporté par le libéral Mervyn Lee en 1966, dans le cadre de la vague libérale de cette année-là. Cependant, un redécoupage électoral efface la majorité de Lee et donne au Parti travailliste une avance théorique de six points. Plutôt que de faire face à une défaite presque certaine, Lee se lance dans une tentative infructueuse dans la circonscription de Bendigo. Finalement, Cairns gagne facilement Lalor.

### Montée en puissance en politique
À Canberra, Cairns devient un leader de la gauche. Il est un bon débatteur est bientôt craint et détesté par les ministres du gouvernement libéral de Robert Menzies, même si ses relations personnelles avec Menzies lui-même, qui éprouve presque toujours du respect pour un adversaire intelligent et intègre, sont plus cordiales qu'attendu. Cairns est également peu aimé par de nombreux membres de son propre parti, qui le considèrent comme un idéologue dont les opinions politiques sont trop à gauche pour l'électorat australien. Comme de nombreuses personnalités travaillistes de sa génération, Cairns passe la plupart de sa carrière dans l'opposition en raison de la présence ininterrompue de la coalition libérale au gouvernement de 1949 à 1972.
Cairns termine son doctorat en histoire économique en 1957 et, dans les années 1960, il s'impose comme l'une des principales figures du Parti travailliste. À cette époque, il donne également des conférences sur l'histoire marxiste et socialiste et des séminaires gratuits à Melbourne pour les travailleurs qui n'ont pas les moyens de poursuivre des études supérieures. Son premier voyage à l'étranger, qui a lieu aux États-Unis et en Asie, le marque beaucoup.
En 1966, Arthur Calwell prend sa retraite de son poste de leader travailliste et Cairns revendique la direction du parti, mais perd face à Gough Whitlam. L'année suivante, lorsque Whitlam propose sa démission dans le cadre de sa lutte contre l'aile gauche du parti, Cairns lui conteste à nouveau la direction. Même s'il ne réussit une nouvelle fois pas à remporter le poste, la marge est beaucoup plus petite que l'année précédente ; seulement six voix manquent pour que Cairns soit désigné,. Whitlam nomme Cairns au poste de ministre fantôme du Commerce et de l'Industrie. À cette époque, Cairns, comme d’autres militants de gauche de sa génération tels que Clyde Cameron et Tom Uren, soutient fermement Whitlam, car il réalise que les travaillistes ne gagneront plus jamais le pouvoir sans une politique qui fait appel à la classe moyenne.
L'une des raisons pour lesquelles Cairns ne devient pas dirigeant du Parti travailliste est qu'à la fin des années 1960 et au début des années 1970, son objectif principal n'est pas la politique parlementaire mais la direction du mouvement de masse contre la guerre du Viêt Nam, dans laquelle le gouvernement Menzies s'engage en envoyant des troupes en 1965. Jim Cairns lutte aussi contre la conscription nécessaire à la poursuite de cette guerre. Jusqu’en 1968 cependant, la plupart des Australiens soutiennent la guerre. Whitlam lui-même reste prudent avant d’engager publiquement le Parti travailliste dans une position explicitement anti-guerre. L'opposition à l'implication de l'Australie au Vietnam est menée par le Parti communiste et les syndicats. Après 1968, cependant, l’opposition s’accroît parmi les non communistes et Cairns en vient à considérer le mouvement anti-guerre comme une croisade morale. Au cours de l'année électorale de 1969, plusieurs personnes opposées à ses idées radicales sur la guerre entrent par effraction dans la maison de Cairns, l'agressent et blessent grièvement sa femme,.
En 1968, le psychiatre John Diamond conduit une série d’entretiens psychologiques approfondis avec Cairns. Enregistrés sur bande audio, ils sont décrits comme « politiquement uniques » par l'un des biographes de Cairns. Ils sont initiés par le département de sciences politiques de l'université Monash, qui fait des recherches sur les motivations psychologiques des hommes politiques. Cairns les poursuit ensuite en privé avec Diamond pendant un an, les voyant comme « un voyage de découverte de soi ». Un autre biographe de Cairns, Paul Strangio, note comment, dans sa technique d'entretien, Diamond « [a] réussi à pénétrer les défenses émotionnelles de son sujet »,.
En mai 1970, Cairns, en tant que président de la campagne pour un moratoire sur le Viêt Nam, prend la tête d'une manifestation de masse rassemblant 100 000 personnes pour un sit-in dans les rues de Melbourne. Les participants réclament l'arrêt de la participation de l'Australie à la guerre. Il s'agit de la plus grande manifestation organisée en Australie, dépassée par la suite par les manifestations contre la guerre en Irak en février 2003, lors desquelles Cairns apparaîtra également pour la dernière fois en public. Des manifestations similaires, elles aussi de grande ampleur, ont lieu simultanément dans d’autres villes australiennes. Les violences attendues par les autorités ne se produisent pas et la force morale des manifestants, pour la plupart jeunes, a un effet majeur sur l'attitude des Australiens à l'égard de la guerre.

### Jim Cairns au gouvernement
Aux élections de décembre 1972, Gough Whitlam fait entrer le Parti travailliste au gouvernement pour la première fois en 23 ans, et Cairns devient ministre du Commerce extérieur et de l'Industrie secondaire. Il a désormais abandonné une grande partie de ses convictions socialistes affichées au cours des années précédentes, même s’il croit toujours fermement à la planification étatique. Il s'entend étonnamment bien avec les chefs d'entreprise. Ses détracteurs affirment que c'est en raison de son soutien à leurs demandes d'aide gouvernementale. Au cours de son mandat de ministre du Commerce et de ministre de l'Industrie secondaire, Cairns effectue un certain nombre de visites commerciales à l'étranger. La plus réussie de ses visites à l'étranger a lieu en Chine et entraîne une augmentation du commerce extérieur australien avec la Chine, dont le montant passe de 200 millions de dollars par an avant la visite à 1 000 millions de dollars après sa visite. Après les élections de 1974, Cairns est élu chef adjoint du Parti travailliste, battant Lance Barnard par 54 voix contre 42, et devient ainsi Vice-Premier ministre à la place de ce dernier.
En juin, le magazine The Bulletin publie un document issu de l'Australian Security Intelligence Organisation, le service de renseignement intérieur australien, qui donne une vision controversée et hautement politique de Cairns. Les retombées politiques de cette fuite amènent le gouvernement à mettre en œuvre sa promesse électorale de 1974 en créant la Commission royale sur le renseignement et la sécurité (Royal Commission on Intelligence and Security).
En décembre 1974, Whitlam nomme Cairns Trésorier d'Australie. C'est le point culminant de sa carrière politique. Le jour de Noël 1974, alors que Whitlam est en déplacement à l'étranger, le cyclone Tracy dévaste la ville de Darwin et Cairns, en tant que Premier ministre par intérim, impressionne la nation par son leadership. C'est au cours de cette période que Cairns engage Junie Morosi comme secrétaire personnelle. Il entame une relation avec elle qui contribuera à ruiner sa carrière.
Les problèmes économiques déjà importants de l'Australie s'aggravent en 1975, et Cairns apporte peu de réponses au nouveau phénomène de stagflation, combinaison d'un chômage élevé et d'une inflation élevée, conséquence du choc pétrolier de 1973. Les ministres des Finances étrangers, en particulier en Grande-Bretagne et en Europe, sont confrontés aux mêmes difficultés à cette époque, mais comme peu d'Australiens sont connectés aux médias étrangers pour s'informer, la crédibilité économique de l'administration Whitlam en souffre.

### Fin de carrière politique et mort

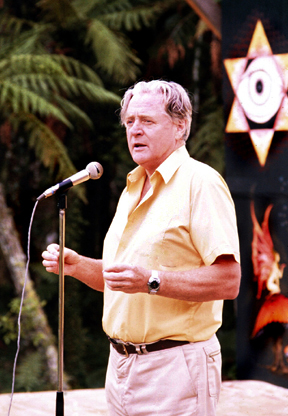
Intervention de Jim Cairns au festival Nambassa en 1981.

En 1977, Cairns prend sa retraite de la vie politique. Il consacre la suite de sa vie au mouvement de contre-culture, auquel Morosi l'a initié. Il parraine une série de conférences-festivals connus sous le nom de « ConFest », dans diverses zones rurales, et est participe à des activités inspirées de la contre-culture, telles que la méditation. En 1979, Cairns rompt ses liens formels avec les organisateurs des ConFests. Il reste en contact avec Morosi et les deux conservent des liens d'amitié.
Il se met à écrire et publier de nombreux livres, une douzaine, dans lesquels il développe des idées humanistes et constate l'échec des politiques de rationalisme économique. Il les vend notamment sur un stand au marché de Melbourne, attirant les passants dans des débats politiques.
En 1983, Cairns se présente sans succès au Sénat en tant qu'indépendant et remporte 0,5 % des voix. Bien qu'il n'ait pas démissionné du Parti travailliste avant de se présenter comme candidat indépendant, le Parti travailliste ne l'expulse pas et Cairns en reste membre jusqu'à ce que son adhésion expire en 1991. Il rejoint à nouveau le parti en 1996. En 2000, il devient membre à vie du Parti travailliste.
Cairns meurt le 12 octobre 2003, à l'âge de 89 ans, à Narre Warren East dans la banlieue de Melbourne,,, d'une bronchopneumonie. Des funérailles d'État lui sont accordées en l'église anglicane St John's de Toorak. Gough Whitlam lui rend hommage, déclarant qu'il « a apporté à la cause travailliste une noblesse qui n'a jamais été surpassée ». Il est décrit par The Independant comme « un idéaliste et un homme de principes », mais qui « n'était pas fait pour la politique ».

## Controverses

### Affaire des prêts
À la fin 1974, dans une tentative de lever des fonds pour de grands projets de travaux d'investissement, comme un forage de gaz sur le plateau nord-ouest, entre l'Australie et le Timor ou la construction d'un pipeline pour transporter le gaz jusqu'à l'est de l'Australie, les ministres les plus importants, comme Rex Connor et Lionel Murphy, et le Premier ministre Gough Whitlam envisagent d'emprunter environ 4 000 millions de pétrodollars à des pays du Moyen-Orient. Ils prévoient de recourir aux services d'un intermédiaire, le banquier pakistanais Tirath Khemlani. Cairns prend connaissance pour la première fois de ce qui va devenir « l'affaire des prêts » trois jours après avoir été nommé trésorier, le 13 décembre 1974, lorsqu'il se rend, à l'issue d'une réunion de l'exécutif fédéral du Parti travailliste, dans The Lodge, la résidence officielle du Premier ministre à Canberra. Whitlam lui explique la situation et demande à Cairns de cosigner l'approbation du prêt. Cairns accepte, faisant remarquer à Whitlam que les Premiers ministres des États doivent être informés du prêt, ce qui ne se produira pas. Par la suite, Sir Frederick Wheeler, secrétaire au Trésor, chef du département de Cairns, ainsi que d'autres membres du personnel informent Cairns que Khemlani est un partenaire douteux. En sa qualité de Premier ministre par intérim, lors du voyage à l'étranger de Gough Whitlam, de la fin 1974 au début 1975, Cairns organise une réunion à la Reserve Bank de Canberra en présence de divers hauts fonctionnaires et ministres, lors de laquelle il est décidé de retirer à Rex Connor le pouvoir de contracter ce prêt. Whitlam revient de l'étranger le 19 janvier 1975 et le 27 janvier 1975, le pouvoir de Connor est rétabli sans consultation avec Cairns, qui le découvre après coup. Peu de temps après, alors que Cairns s'apprête à se rendre aux États-Unis à titre officiel, ses conseillers l'informent que, si la question du prêt via Khemlani n'est pas réglée, cela risque d'éclipser sa visite. Ceci, ajouté aux réserves préexistantes de Cairns concernant le prêt, l'incite à aborder à nouveau la question avec Whitlam, qui convient que les relations de Connor avec Khemlani doivent prendre fin. Cairns, à la demande de Whitlam, annonce la nouvelle à Connor, qui est ensuite renvoyé par Whitlam pour avoir poursuivi ses transactions commerciales sans autorisation,. Cairns est muté du Trésor au ministère de l'Environnement.
La défaite politique de Cairns commence par un incident souvent confondu avec l'affaire des prêts, mais qui est en fait distinct. En 1974, Cairns est présentée par Robert Menzies à George Harris, homme d'affaires de Melbourne et président du Carlton Football Club. Harris propose au gouvernement de lui prêter des fonds et, en mars 1975, Cairns signe un contrat de prêt à un taux d'intérêt de 2,5 %. Lorsque Cairns ment au Parlement en juin, déclarant qu'il n'a pas autorisé de telles conditions, beaucoup blâment la désorganisation du bureau de Cairns. Celui-ci affirme avoir signé le document en question sans le savoir, au milieu d'un lot d'une cinquantaine de lettres et déclare qu'il n'est pas rare que des hommes politiques signent des lettres en ayant peu ou pas de souvenir de l'avoir fait. Ironiquement, des membres de l’opposition, dont Malcolm Fraser et un certain nombre de ses ministres, prennent la défense de Cairns, reconnaissant qu’eux aussi ont signé des lettres dont ils n’ont que peu ou pas de souvenir. Cependant, puisque Cairns a effectivement signé le document, Whitlam le démet de ses fonctions ministérielles le 2 juillet 1975,,.
Jim Cairns déclarera par la suite qu'il estime y avoir eu des arrière-pensées derrière la décision de Gough Whitlam : Whitlam aurait souhaité se débarrasser de Cairns car ils étaient en désaccord sur une politique de rationalisme économique. De plus, Whitlam aurait estimé que Cairns représentait une menace pour son leadership,.

### Relation entre Jim Cairns et Junie Morosi
Fin 1974, Cairns rencontre Junie Morosi, une femme d'affaires proche de plusieurs autres ministres. Morosi admire grandement Cairns après avoir lu ses travaux universitaires et elle lui présente le travail de Wilhelm Reich, lui ouvrant ainsi l'esprit à la pertinence de la psychologie humaine dans son rapport au changement social. Cairns décide d'offrir à Morosi un poste de secrétaire personnelle et ils entament une liaison amoureuse,.
Le 2 décembre 1974, les médias font état de l'offre d'emploi de Cairns à Morosi. Les rapports soulignent le manque d'expérience de Morosi à ce type de poste, ses échecs commerciaux passés, mais aussi sa beauté physique et soulignent qu'elle a souvent été vue dînant à Canberra avec de hauts ministres du gouvernement. En conséquence, Cairns et Morosi annoncent initialement que cette dernière n'acceptera pas l'offre de Cairns. L'opposition libérale réclame l'ouverture d'une enquête sénatoriale, qui révèle qu'il n'y a aucune preuve d'irrégularité de la part de Morosi et qu'aucun traitement préférentiel ne lui a été accordé. Le 13 décembre, Morosi accepte l'offre d'emploi de Cairns.
Lors de la conférence nationale du Parti travailliste australien en février 1975, Cairns accorde un entretien à un journaliste dans lequel il fait mention d'« une sorte d'amour » pour Morosi, ravivant ainsi la controverse. La presse continue de spéculer sur l'affaire. Lors d'un événement officiel, un photographe se cache dans un arbre pour surprendre Morosi et son mari ainsi que Cairns et sa femme au moment de leur petit-déjeuner. Ce photographe prend une photo juste au moment où la femme de Cairns quitte le balcon, alors que le mari de Morosi est hors de vue. The Daily Telegraph publie la photo le lendemain, sous le titre « Petit-déjeuner avec Junie ». Des accusations de mauvaise conduite sont faites à la Chambre et au Sénat à l'encontre de Jim Cairns.
En 1982, Morosi poursuit la station de radio 2UE et The Daily Mirror en justice pour diffamation, Cairns et Morosi niant les accusations de comportement à caractère sexuel inconvenant et de corruption qui leur sont faites. Face à la Cour suprême de Nouvelle-Galles du Sud, Cairns nie sous serment avoir eu une relation sexuelle avec Morosi. Le jury conclut que l'article en question contient « une imputation » selon laquelle Cairns a été « impliqué de manière inappropriée avec son assistante, Junie Morosi, dans une association amoureuse ou sexuelle », mais que l'article n'est pas diffamatoire. Il reçoit cependant des dommages et intérêts.
Sur la radio ABC en septembre 2002, Cairns admet pour la première fois avoir eu des relations sexuelles avec Junie Morosi,. Quatre ans plus tôt, faisant référence à sa décision d'embaucher Morosi et à la tempête médiatique qu'elle a provoquée, Cairns confie : « En y repensant, c'était une erreur de ma part ».

## Vie privée
Cairns épouse Gwen Robb en 1938. Il adopte ses deux fils, issus de son précédent mariage, Barry et Phillip, alors qu'ils ont respectivement 4 et 5 ans. Cairns ne revendique aucune appartenance religieuse. Dans une interview en 1998, il déclare : « Je ne me suis jamais cru être quelque chose auquel je puisse attacher un nom. Je n'étais pas chrétien. Je ne me considérais pas comme un humaniste ou un socialiste. J'étais quelque chose : ce que je suis, et cela n'avait pas de nom. ».